# Kwun Tong 223
Le Kwun Tong 223 appelé aussi Manulife Financial Centre (宏利金融中心) est un gratte-ciel de 105 mètres de hauteur situé à Hong Kong en Chine et construit de 2005 à 2008.
Il abrite des bureaux sur 22 étages et a une forme d'arche.
L'immeuble a été conçu par l'agence d'architecture de Hong Kong, DLN Architects
Les promoteurs sont les sociétés Sun Hung Kai Properties Limited et Henderson Land Development 